# اگبک
اگبک (به آلمانی: Eggebek) یک شهر در آلمان است که در اشلسویگ-فلنسبورگ واقع شده‌است. اگبک ۲٬۵۸۵ نفر جمعیت دارد.